# Stylobates loisetteae
Stylobates loisetteae är en havsanemonart som beskrevs av Daphne G. Fautin 1987. Stylobates loisetteae ingår i släktet Stylobates och familjen Actiniidae. Inga underarter finns listade i Catalogue of Life.